# Brachyury
Brachyury — білок, що кодується геном Т, ембріональний транскрипційний фактор. Входить до родини білків із Т-боксом, відіграє важливу роль у ембріогенезі тришарових тварин. У дорослих тканинах експресується у пухлині хордома.

## Історія досліджень
Мутацію brachyury у мишей описала французький генетик Надія Добровольська у 1927 році. Гетерозиготи за цією мутацією мали вкорочений хвіст та крижовий відділ хребта, тоді як гомозиготи гинули ще до народження. Назва походить від грецького «brakhus», короткий, і «oura» — хвіст. Мутація була домінантною, але Добровольська вважала, що вона пов'язана із втратою функції білка, що й підтвердилося пізніше.
Вплив радіації на мутації у Т-гені у 1950-ті та 1970-ті роки вивчала Мері Лайон
Білок клоновано у 1990 році. Це виявився ембріональний транскрипційний фактор довжиною у 436 амінокислотних залишків. Він приєднується за допомогою спеціальної послідовності на N-кінці (Т-боксу) до регуляторної послідовності нуклеотидів ДНК TCACACCT.

## Локалізація

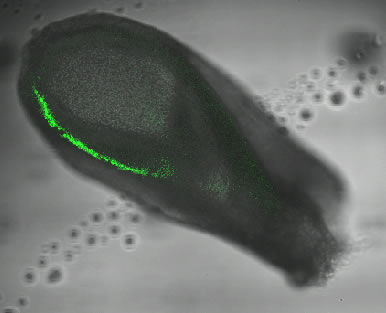
Експресія Brachyury у CD1-мишей на 7,5 день після запліднення

Ген транскрибується у мишей у бластоцисті та при гаструляції. Білок визначає формування центральної осі тіла, хорди, мезодерми, бластопору. У ссавців він експресується у ранній мезодермі, а надалі обмежений хордою. У риб та амфібій Brachyury присутній у бластопорі та хорді. У асцидій морський ананас та Ciona intestinalis він присутній лише в хорді, причому до стадії хвостової бруньки, а надалі зникає.

## Функція
Brachyury індукує появу первинної борозенки у бластоцисті.
Brachyury збирається у димери, які охоплюють ділянку ДНК Т-боксу, та діють як транскрипційні фактори.

## Поширення та еволюція
Невдовзі після клонування Т-гену миші та людини, було знайдено гомологічні гени в шпоркової жаби, рибки даніо, курки. Пізніше в даніо було виявлено ще один гомолог Brachyury. Також гомологи було знайдено в котячої акули та міноги.
Білок, гомологічний Brachyury, було знайдено й у інших вторинноротих, зокрема в голкошкірих та напівхордових. У цих груп він локалізований в клітинах навколо бластопору та вочевидь бере участь в регуляції рухів ембірональних клітин у ході гаструляції.
Гомологи Brachyury виявлені й у первинноротих тварин. В дрозофіли гомологічний білок локалізований в ектодермальних клітинах, які формують задню кишку.
Попередньо вважалося, що Т-ген наявний лише у тришарових тварин. Надалі гени з Т-боксом було знайдено у кишковопорожнинних і губок. У 2010 році гомолог Т-гену описано в амеб, а пізніше у багатьох одноклітинних, що належать до групи Opisthokonta. Т-ген з амеби, який переставили до зародка шпорцевої жаби, був здатний виконувати потрібну функцію.
Вважається, що спільний предок хордових тварин мав лише одну копію цього гену.

## Патологія
Brachyury також високо експресується в деяких ракових пухлинах, зокрема пухлині хребта — хордомі, яка, як вважається, походить з залишків хорди.